# 20335 Charmartell
A 20335 Charmartell (ideiglenes jelöléssel 1998 HK57) a Naprendszer kisbolygóövében található aszteroida. A LINEAR projekt keretében fedezték fel 1998. április 21-én.